# Andrej Kornev
Andrej Joerevitsj Kornev (Russisch: Андрей Юрьевич Корнев) (Joezjno-Sachalinsk, 28 september 1967 - Moskou, 28 september 1914) was een basketbalspeler die uitkwam voor verschillende teams in de Sovjet-Unie en Rusland.

## Carrière
Kornev was een twee meter acht lange Power-forward. Kornev begon in 1985 bij Stroitel Charkov. In 1987 verhuisde hij naar SKA Kiev. In 1989 ging hij spelen voor CSKA Moskou. Kornev werd met CSKA één keer landskampioen van de Sovjet-Unie in 1990. Ook werd hij zes keer Landskampioen van Rusland in 1992, 1993, 1994, 1995, 1996 en 1997. In 1997 ging hij naar Spartak Moskou. Na één jaar verhuisde hij naar Mydonose Kolejliler in Turkije. In 2000 keerde hij terug naar Rusland om te spelen voor UNICS Kazan. In 2001 ging Kornev naar Dinamo Moskou. In 2004 stopte hij met basketbal.

## Erelijst
- Landskampioen Sovjet-Unie: 1
  - Winnaar: 1990
- Landskampioen Rusland: 6
  - Winnaar: 1992, 1993, 1994, 1995, 1996, 1997
  - Tweede: 2001
  - Derde: 2004